# بريفيت ديفيجن
بريفيت ديفيجن (بالإنجليزية:Private Division)، هي شركة ألعاب فيديو أمريكية مقرها نيويورك، وهي تابعة لتيك-تو إنترأكتيف، تقوم بنشر وتوزيع ألعاب الفيديو، تأسست عام 2017.